# Acropoma boholensis
Acropoma boholensis è un pesce osseo di acqua salata appartenente alla famiglia Acropomatidae. Lungo attorno ai 10 cm o poco più, ha un areale che si estende nelle acque del Pacifico vicine alle Filippine e viene spesso pescato per poi essere consumato e venduto.